# Santa Rosa de Calamuchita
Santa Rosa de Calamuchita är en liten stad i provinsen Córdoba i Argentina. Staden är belägen i departementet Calamuchita och har cirka 9 500 invånare.